# PSR-90
PSR-90 (англ. Precision Sniper Rifle) — пакистанська напівавтоматична високоточна снайперська гвинтівка калібру 7,62×51 мм, розроблена та виготовлена компанією Pakistan Ordnance Factories. 

## Характеристики
Снайперська гвинтівка PSR-90 вважається різновидом Heckler & Koch MSG90.  Напівавтоматична, із напіввільним затвором. Має вагу 8,1 кг при загальній довжині 1158 мм. Ствол довжиною 600 мм з повністю регульованим ложем і полігональною нарізкою із чотирма канавками, закрученими праворуч. Розроблена під патрон 7,62 × 51 мм, але може працювати з патронами .308. Початкова швидкість кулі становить 870 м/с, ефективна дальність — до 1000 м, кулі подаються з магазина на 5 або 20 патронів. Купчастість стрільби складає 90 мм з відстані 300 м. Гвинтівка зазвичай має приціл 5,5-22×50 NXS, замість нього може бути встановлено телескопічний приціл 6×42. 

## Оператори
- Пакистан: армія та ВМС
- В'єтнам: армія та поліція. [1]